# Завади (Венґровський повіт)
Завади (пол. Zawady) — село в Польщі, у гміні Лів Венґровського повіту Мазовецького воєводства.
Населення — 219 осіб (2011).
У 1975-1998 роках село належало до Седлецького воєводства.

## Демографія
Демографічна структура станом на 31 березня 2011 року:
|          | Загалом | Допрацездатний вік | Працездатний вік | Постпрацездатний вік |
| -------- | ------- | ------------------ | ---------------- | -------------------- |
| Чоловіки | 116     | 26                 | 77               | 13                   |
| Жінки    | 103     | 20                 | 61               | 22                   |
| Разом    | 219     | 46                 | 138              | 35                   |